# ONƎ MORE
Дмитро Миколайович Волошин (нар. 28 травня 1993, Житомир, Україна), більш відомий під сценічним ім'ям ONƎ MORE, — український співак.[джерело?]

## Біографія
Народився 28 травня 1993 року в Житомирі.
У 2012 році взяв участь у теле-кастингу третього сезону українського вокального шоу «X-Фактор».[джерело?]
У 2024 році створив проєкт "ONƎ MORE" та став фіналістом Національного проєкту «Українська Пісня 2024».[джерело?]

### Творчість
Співак позиціонує себе, як український поп артист. Його пісні відрізняються фірмовими аранжуваннями від відомих авторів. За короткий період творчості випустив 6 синглів за 2024 рік, один з яких тримався на першій сходинці американського українського радіо URC.[джерело?]

## Сингли
- «Syaivo» (2024)
- «Tulpany» (2024)
- «Tulpany(Acoustic)» (2024)
- «Розкатав Губу» (2024)
- «На Радіо» (2024)
- «На Радіо(Acoustic)» (2024)
- «Хвилі не хвилюють» (2025)

### Відеокліпи
- «Tulpany» (2024)
- «Tulpany(Acoustic)» (2024)
- «Розкатав Губу» (2024)
- «Хвилі не хвилюють» (2025)